# Autan (Syrien)
Autan (arabisch أوتان), auch Otan, Awtan oder Wetan, ist ein Dorf im Norden Syriens nordwestlich von Homs im gleichnamigen Gouvernement. Laut dem syrischen Zentralamt für Statistik hatte das auf dem Dschebel Ansariye gelegene Bergdorf bei der im Jahr 2004 stattgefundenen Volkszählung 583 Einwohner.
Die Einwohner Autans sind überwiegend Maroniten.